# 錦湖アシアナグループ
錦湖アシアナグループ（クモアシアナグループ）は、韓国全羅道を拠点とする財閥系会社。会長は朴三求。

## 概要
高速バスやタクシー事業などの陸運業からスタートした後、クムホタイヤや錦湖石油化学などを設立して異業種に進出。更には1988年にアシアナ航空を設立すると、同社を韓国第2位の大手航空会社に成長させた。最盛期にはこれらに加えて大宇建設を買収して傘下に収めるなど、韓国の上位財閥としての地位を確固たるものとしていた。
しかし、2008年からの世界金融危機によりそれまでの拡大路線が仇となって急激に経営が悪化し、傘下企業の破綻や創業家内部の内紛・不祥事にも見舞われた。現在は多くの傘下企業を売却したことにより、創業からの事業である高速バス事業を中心とした中堅財閥となっている。

## グループの歴史
- 1946年 - 創業者の朴仁天（朝鮮語版、英語版）（パク・インチョン）が光州タクシーを設立。以後、朝鮮戦争終結後にはバス事業など旅客輸送業務全般に手を広げる。
- 1960年 - クムホタイヤを設立。
- 1970年 - ゴム製造を足がかりに石油化学産業全体に手を広げ、後に錦湖石油化学に発展。
- 1988年 - 韓国の民主化宣言に伴いアシアナ航空を設立。
- 2006年 - 大宇建設を買収
- 2009年 - 大宇建設の売却交渉決裂に伴い12月30日ワークアウト（事業再生法）を申請し経営破綻。クムホタイヤもワークアウト申請。錦湖石油化学、アシアナ航空は自立協約（日本における会社分割制度）を利用すると発表[1]。
- 2010年 - 債権団による協議の結果、朴三求名誉会長を中心とした経営再建が図られることとなった[2]。
- 2018年7月 - ノーミール事態（後述）と朴三求会長の娘の不正入社、および喜び組研修映像が報道[3][4]される。
- 2019年
  - 4月 - 資金繰りが悪化していたアシアナ航空、エアプサン、エアソウルの売却を発表。錦湖アシアナグループは、売上高の6割以上をアシアナ航空に依存しており、財閥の解体につながる動きとして注目された[5]。
  - 12月 - アシアナ航空をはじめとした8社の売却先が現代産業開発（HDC）に決定。
- 2020年
  - 4月 - HDCによるアシアナ航空の買収が事実上無期限延期となる。
  - 9月 - HDCによる買収案が白紙撤回される。
  - 11月 - アシアナ航空が大韓航空に買収されることが決定。
- 2024年
  - 12月11日 - 大韓航空がアシアナ航空の株式63.9％を取得する取引を完了し、アシアナ航空を正式に子会社として編入。
- 2025年
  - 2月27日 - 韓国の公正取引委員会は、錦湖アシアナグループを大企業集団から除外することを発表。

## 不祥事

### 喜び組
朴三求名誉会長が喜び組を結成して、北朝鮮の首領のように子社員に「会長をお目にかかる日、しきりに震える心に夜でした。今や会長に感謝の下で言葉の代わりに一輪真っ赤なバラを両手に集め致します。真っ赤なバラだけ会長が大好きです。胸が張り裂けそうな心知っているか... 」など賛美する歌や踊りを研修して身体接触も強制していた映像が報道された。韓国では北朝鮮の金一族のようだと指摘された。

### ノーミール事態と子女への優遇不正
錦湖アシアナグループは機内食を供給していた会社との契約延長を打ち切り、新たな機内食の仕入先に「国際線での機内食供給が30分以上遅れた場合、アシアナ航空は食事代全体のうち50％を支給しなくてもよい」と強要契約させた。そのため、2017年3月に機内食生産工場で火事が発生したことで、７月１日から機内食を供給する契約が果たせず、その損害賠償を苦に自殺者が出た（ノーミール(No Meal)事態）。その騒動の中、2018年7月1日に錦湖リゾート経営管理担当常務として40歳で専業主婦だった名誉会長の娘を入社させたことが発覚。また名誉会長の息子のパク・セチャンも、錦湖アシアナグループに2002年の入社時点で次長、2006年に錦湖アシアナグループ取締役に昇進し、さらに社長に就任していた。これについて中央日報は、2017年2月に企業経営成果評価サイトCEOスコア調査を引用し、韓国の上位50大グループの一般会社員ではありえない昇進だと指摘している。
これら報道を受けて、アシアナ航空の従業員らは仕入先への不平等契約、錦湖グループ系列会社の不当支援疑惑、朴三求会長の私益詐取疑惑や会長のパワハラを告発し、経営陣の謝罪と退陣を求めてデモを行った。

## 主なグループ関連会社

### 物流輸送建設分野
- 錦湖高速
- 錦湖建設

### サービス分野
- 錦湖アシアナ文化財団
- 竹湖学院